# ان‌جی‌سی ۵۷۴۹
ان‌جی‌سی ۵۷۴۹ (انگلیسی: NGC 5749) یک خوشه باز از ستارگان است که در صورت فلکی گرگ قرار دارد.